# Bosaryds göl
Bosaryds göl är en sjö i Vaggeryds kommun i Småland och ingår i Lagans huvudavrinningsområde. Sjön är 5,9 meter djup, har en yta på 0,01 kvadratkilometer och är belägen 198 meter över havet.